# تضمين تردد النبضة

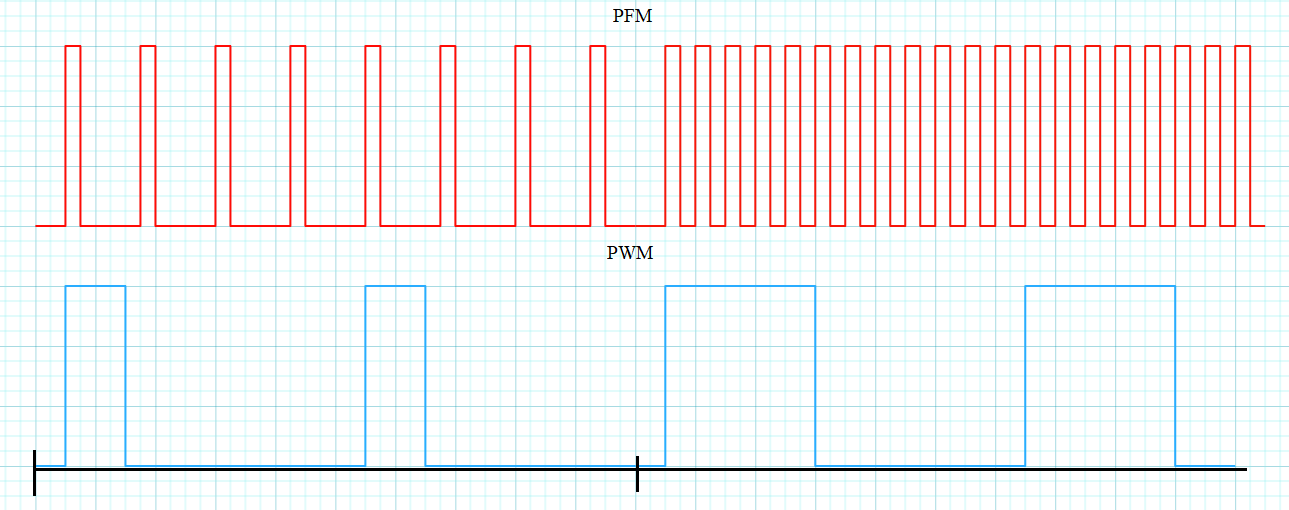
رسم بياني يوضح الفرق بين PFM وPWM. PWM له تردد ثابت، وتتسع النبضات لتوفير المزيد من الطاقة. PFM يرسل نبضات ذات مدة ثابتة، بينما يتغير التردد وتتقارب النبضات لتوفير المزيد من الطاقة

تضمين تردد النبضة أو تعديل تردد النبضة (بالإنجليزية: Pulse-frequency modulation، وتختصر: PFM) هي طريقة تعديل لتمثيل إشارة تناظرية باستخدام مستويين فقط (الواحد 1 والصفر 0). هو مشابه لتعديل عرض النبضة (PWM)، حيث تُشَفَّر قيمة الإشارة التناظرية في دورة عمل الموجة المربعة. على عكس «تعديل عرض النبضة» التي يتنوع بها عرض النبضات المربعة مع ثبات بتردد، فإن «تعديل تردد النبضة» يُحدد عرض النبضات المربعة مع تغيير التردد. بمعنى آخر، يتغير تردد سيل النبضات وفقًا للمطال اللحظي للإشارة المرجوة في فترات أخذ العينات. يبقى مطال وعرض النبضات ثابتين.

## التطبيقات
تعديل تردد النبضة هي طريقة لتشفير الإشارات التناظرية إلى سيل من النبضات المربعة pulse trains وبالتالي لديها مجموعة تطبيقات متنوعة. توجد صعوبات عملية في تصميم الإلكترونيات عند العمل بترددات غير ثابتة، مثل تأثيرات خط النقل في نموذج (تخطيط) اللوحة واختيار المكونات المغناطيسية، لذا بشكل عام، يفضل وضع «تعديل تردد النبضة». ومع ذلك، هناك حالات اختيارية يكون فيها هذا الوضع مفيدًا.

## محولات باك خافضة للجهد Buck Converters
يعد وضع تعديل تردد النبضة PFM أسلوبًا شائعًا لزيادة كفاءة المحولات الخافضة للجهد DC-DC (محولات باك) عند قيادة (أي التحكم بالتغذية) الأحمال الخفيفة.
في الأحمال المتوسطة إلى العالية، تميل مقاومة التيار المستمر لعناصر تبديل «محول الباك» إلى السيطرة على الكفاءة الإجمالية لمحول الباك. ومع ذلك، عند قيادة (التحكم بتغذية) الأحمال الخفيفة، تَقل تأثيرات مقاومة التيار المستمر وتؤثر مفاقيد التيار المتردد في المِحَث والمكثف وعناصر التحويل بشكل كبير في الكفاءة الإجمالية. هذا صحيح بشكل خاص في عملية الوضع غير المستمر، حيث ينخفض تيار المِحَث إلى ما دون الصفر، مما يؤدي إلى تفريغ مكثف الخرج وحتى مفاقيد تحويل أعلى.
تسمح عملية تعديل تردد النبضةPFM بتقليل تردد التبديل ولطريقة تحكم تمنع تيار المِحَث من الانخفاض إلى ما دون الصفر أثناء الأحمال الخفيفة. بدلاً من تطبيق نبضات مربعة ذات عروض (جمع عرض) متفاوتة على المِحَث، تُستخدم سيل النبضات المربعة square pulse trains ذات دورة عمل ثابتة بنسبة 50٪ لشحن المِحَث إلى تيار قيد current limit محدد مسبقًا ثم تفريغ تيار المِحَث إلى الصفر، ولكن ليس أقل منه. ثم يتنوع تردد سيول النبضات لإنتاج جهد الخرج المطلوب بمساعدة مكثف خرج مرشح.
يسمح ذلك بتوفير مفاقيد التبديل. يُعْطَى المِحَث مستويات معروفة من تيار الذروة، والذي إذا تم اختياره بعناية -فيما يتعلق بتيار التشبع- يمكن أن يُقلل من مفاقيد التبديل في قلبه المغناطيسي. نظرًا لأنه لا يُسمح مطلقًا لتيار المِحَث بالهبوط إلى ما دون الصفر، لا يُفرَّغ مكثف الخرج المرشِح ولا يلزم إعادة شحنه مع كل دورة تبديل للحفاظ على جهد الخرج المناسب.
كل هذا يتم على حساب تموج كلاً من جهد الخرج والتيار، والذي يزداد (أي التموج) نتيجة لانخفاض تردد التبديل والفجوة بين سيل النبضات.

## طالع أيضًا
- تعديل سعة النبضة أو تضمين مطال النبضة
- تعديل رمز النبضة أو تضمين نبضي مرمز
- تعديل كثافة النبضة Pulse-density modulation
- تعديل موضع النبضة Pulse-position modulation
- معدل الترميز أو التشفير العصبي، تضمين تردد النبضة في الأنظمة الحية

## روابط خارجية
- Determining Buck Converter Efficiency in PFM Mode
- Pulse Frequency Modulation in Google Patents
- Introduction to Buck Converters: Understanding Mode Transitions: Contains a video with a nice description of PFM in the buck converter application.